# Mita Aradski
Mita Aradski (Novi Sad, 27. maj 1926 — Novi Sad, 26. jun 2010) bio je srpski voćar-pomolog.

## Biografija
Rođen je u Novom Sadu gde je i proveo detinjstvo u porodičnoj kući kao jedan od sedmoro braće i sestara (stariji brat Radivoj i mlađi Aleksandar, i četiri sestre, Nada, Vida, Ksenija i Duškica). Učesnik je NOB-a od oktobra 1944. godine.
Po završetku studija zaposlio se u Sreskoj poljoprivrednoj stanici u Senti, odakle prelazi na rad u PD „Bačka” u Horgošu. Diplomirao je na Poljoprivrednom fakultetu u Zemunu (1956). Zatim je dve godine radio u Institutu za vinogradarstvo i voćarstvo u Sremskim Karlovcima, a 1960 godine prešao na Poljoprivredni fakultet u Novom Sadu, gde je bio vanredni profesor.

## Naučni rad
Doktorsku disertaciju pod naslovom „Citološke karakteristike i odnosi oplođenja jabuke uskršnje ruzmarinke” odbranio je na Poljoprivrednom fakultetu u Novom Sadu (1971).
Njegov naučni rad pripada oblastima biološko-pomoloških i tehničko-tehnoloških istraživanja, gde je posebna pažnja posvećena proučavanju sorti jabuke, kruške i breskve kao i uzgojnim oblicima kroz interakciju sorta/podloga. Zaslužan je za uvođenje novih sorti i prelazak na plantažno gajenje.
Projektovao je velike plantaže jabuka sa savremenom tehnologijom u voćarskim rejonima Vojvodine. Posebno je značajan njegov rad na novim sistemima gajenja jabuka na klonskim podlogama, čime je omogućena gusta sadnja voćaka.
Objavio je više naučnih i stručnih radova. Bio je osnivač i prvi predsednik Društva voćara Vojvodine (1981/83) i šef Zavoda za voćarstvo i hortikulturu Poljoprivrednog fakulteta u Novom Sadu (1976/77).

## Bibliografija
- M. Aradski: Biološko-privredne karakteristike nekih sorti jabuka u uslovima Vojvodine, Jugoslovensko voćarstvo, 1976, 37/38: 43-50;
- M. Aradski: Proizvodni centri za pojedine vrste voća i struktura sortimenta u Vojvodini, Jugoslovensko voćarstvo, 1977, 41/42: 61-72. Rudolf Kastori

## Spoljašnje veze
Mita Aradski u Enciklopediji Vojvodine